# Errevet
Errevet is een gemeente in het Franse departement Haute-Saône (regio Bourgogne-Franche-Comté) en telt 239 inwoners (2011). De plaats maakt deel uit van het arrondissement Lure.
De plaats behoorde tijdens het ancien régime toe aan de abdij van Lure.

## Geografie
De oppervlakte van Errevet bedraagt 3,3 km², de bevolkingsdichtheid is 72,4 inwoners per km².
De onderstaande kaart toont de ligging van Errevet met de belangrijkste infrastructuur en aangrenzende gemeenten.

## Demografie
Onderstaande figuur toont het verloop van het inwonertal (bron: INSEE-tellingen).